# Manulea dubia
Manulea dubia är en flenörtsväxtart som först beskrevs av Sidney Alfred Skan, och fick sitt nu gällande namn av Overkott och Helmut Roessler. Manulea dubia ingår i släktet Manulea och familjen flenörtsväxter. Inga underarter finns listade i Catalogue of Life.